# Henchir Mastoura
Henchir El Menafa és un fortí amb qualificació de jaciment arqueològic de la governació de Médenine, delegació de Ben Guerdane, prop de la vila de Ben Guerdane (l'henchir es troba a l'oest), a uns 60 km al sud-est de Médenine, en una zona amb nombrosos henchir.